# Feldbahn von Open Door
| Feldbahn von Open Door                       | Feldbahn von Open Door |
| -------------------------------------------- | ---------------------- |
| O&K-Lokomotive mit Personenzug               |                        |
| Streckenverlauf (gelb) auf einer alten Karte |                        |
| Streckenlänge:                               | ca. 3 km               |
| Spurweite:                                   | 600 mm (Schmalspur)    |
|                                              |                        |

Die Feldbahn von Open Door (spanisch Ferrocarril Decauville Hospital Neuropsiatrico Dr. Domingo Cabred) war eine etwa 5 km lange Decauville-Bahn mit einer Spurweite von 600 mm vom Bahnhof Dr. Domingo Cabred zum neuropsychiatrischen Krankenhaus in Open Door, einem Stadtteil von Buenos Aires, Argentinien.

## Geschichte

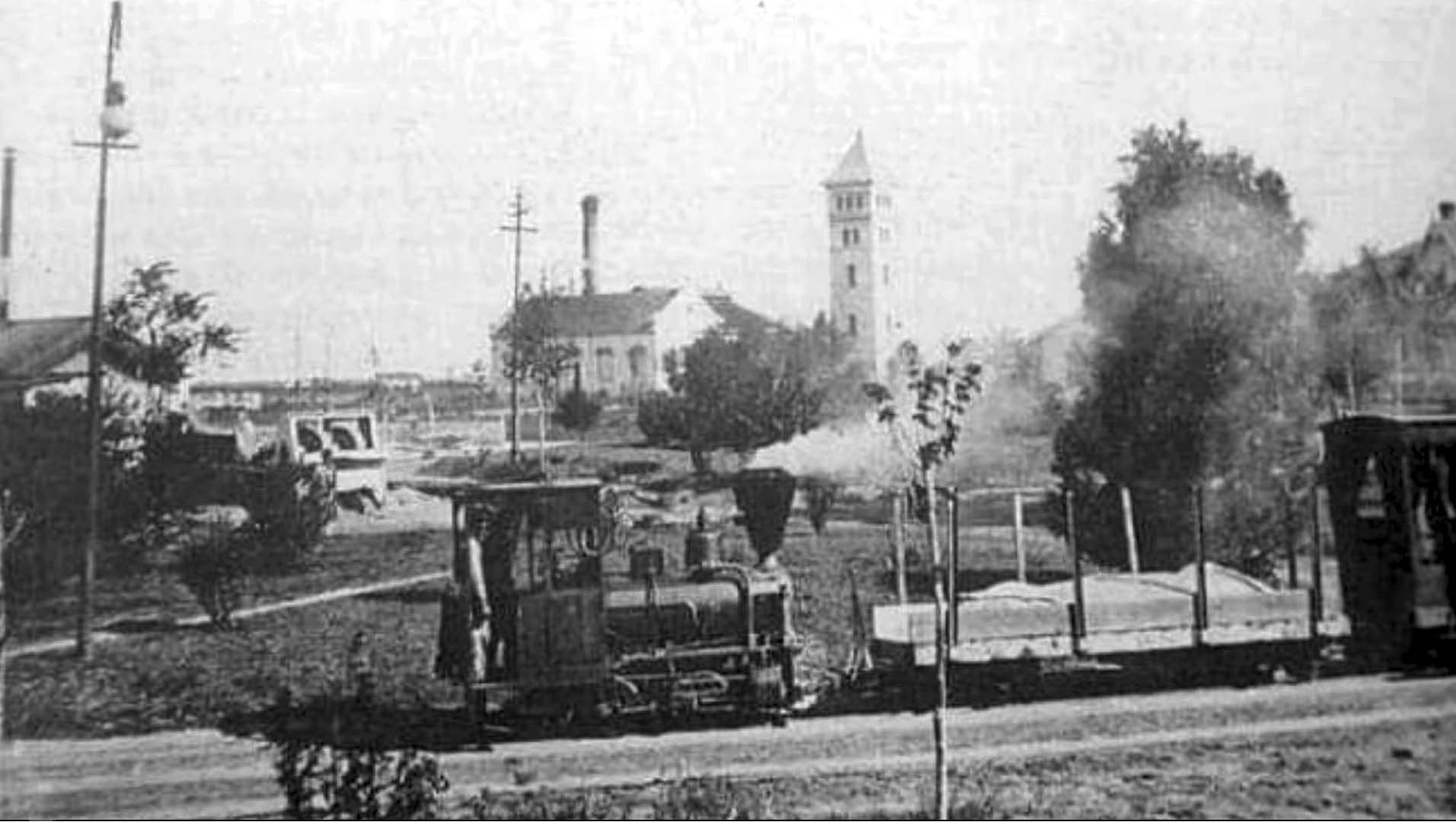
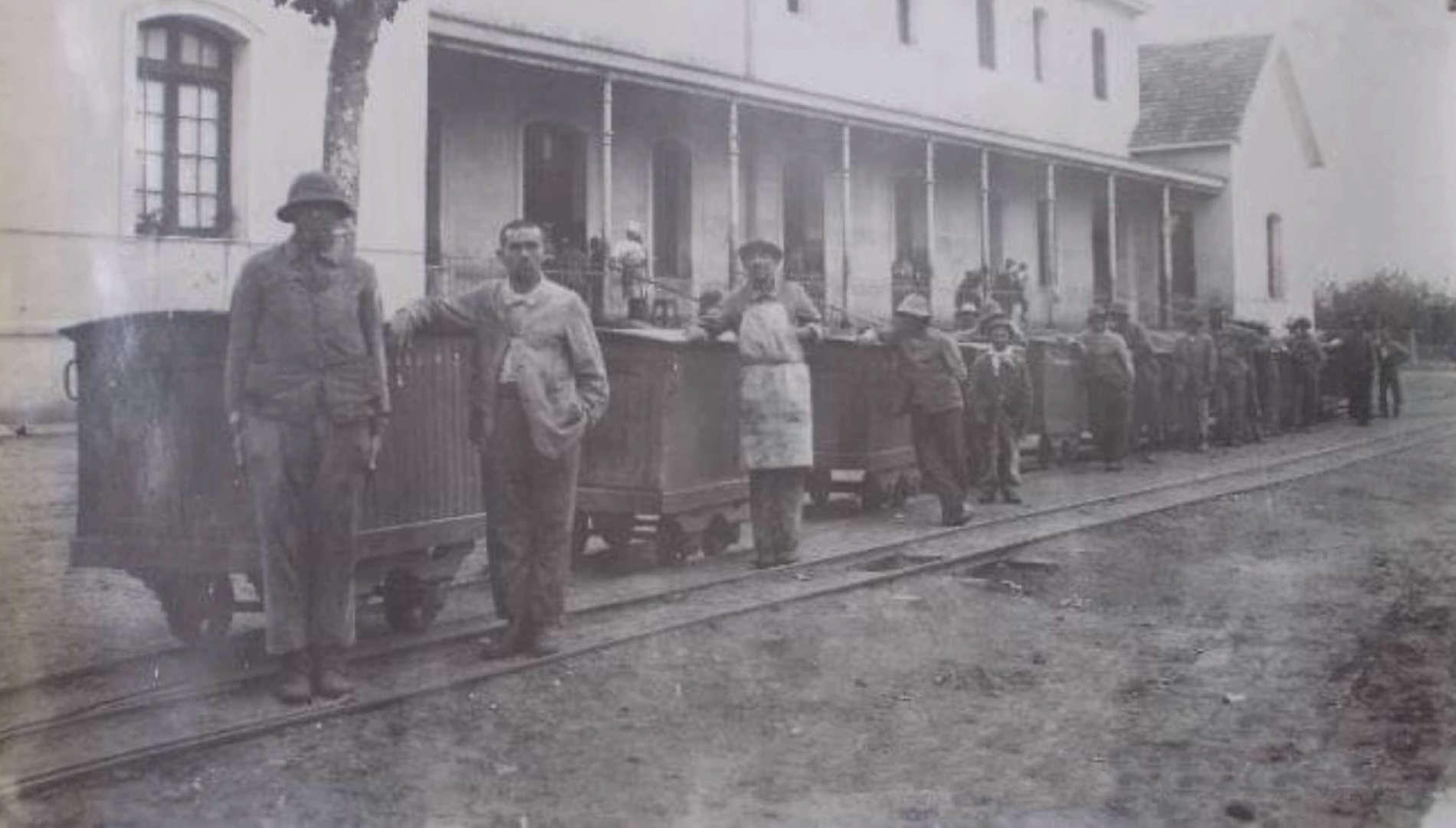
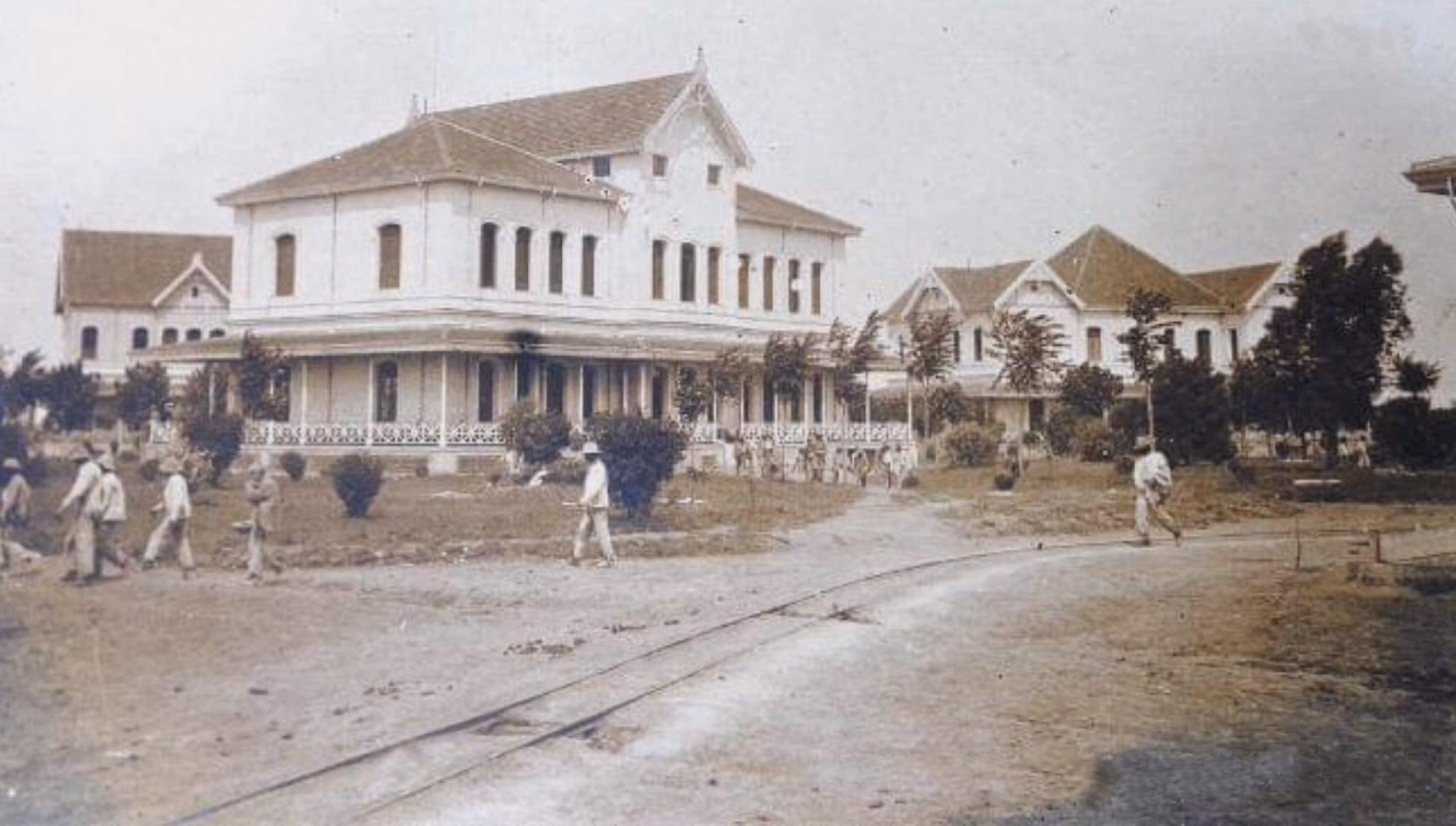
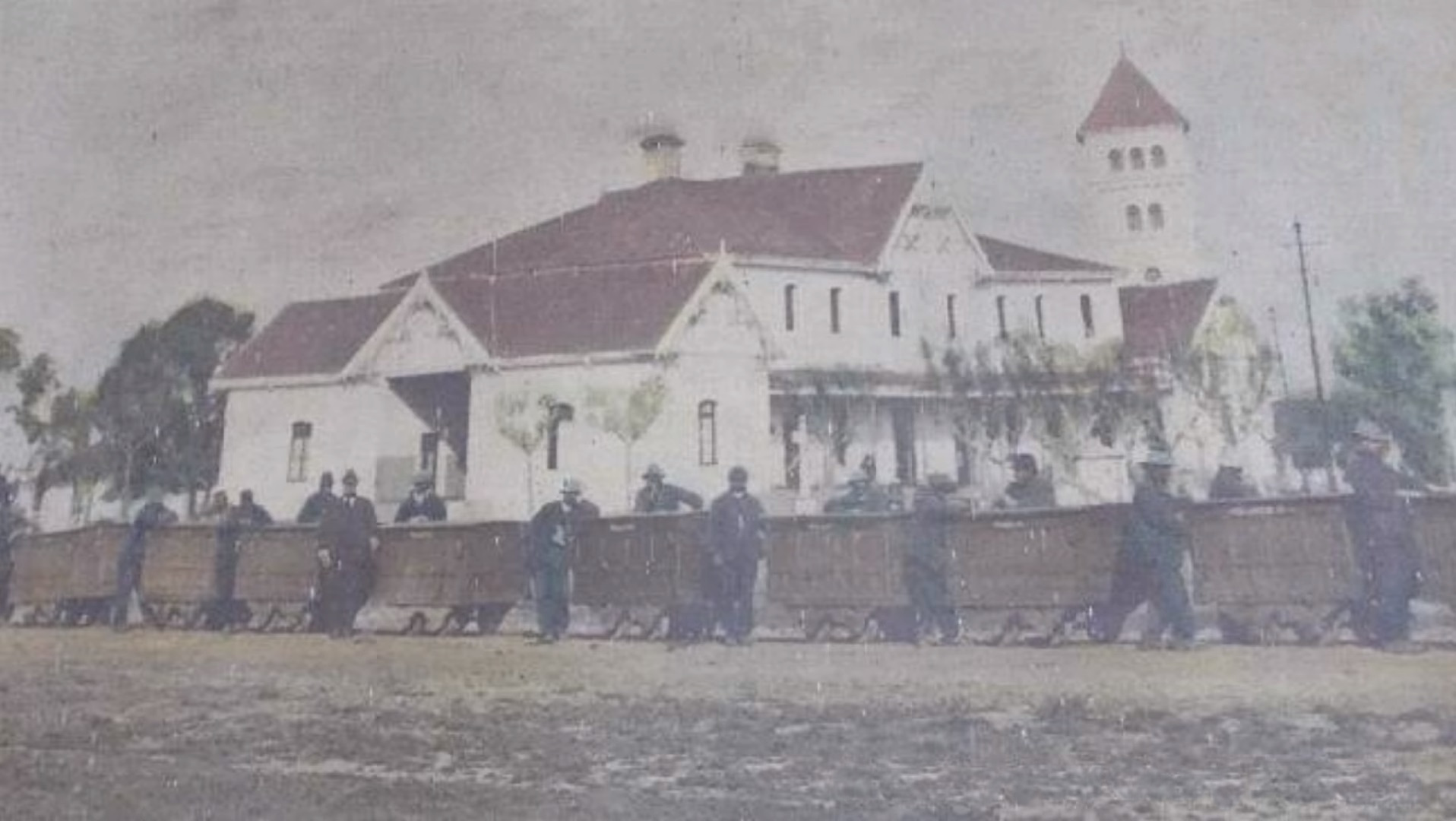

Die drei Kilometer lange Schmalspurbahn führte vom Breitspur-Bahnhof der Ferrocarril General San Martín, der heute nach Dr. Domingo Cabred benannt ist, in das Gelände des 1899 gegründeten Krankenhauses. Die psychiatrischen Patienten wurden dort mit Nächstenliebe und offenen Türen behandelt, anstatt sie einzusperren und in Zwangsjacken zu fixieren. Der heutige Name des Stadtteils leitet sich von dieser fortschrittlichen Behandlungsmethode ab.
Die Feldbahn wurde für den Bau des Krankenhauses errichtet und verzweigte sich dort in mehrere Stichstrecken z. B. zur Küche, dem Bauernhof und dem Schlachthof. Sie wurde später für die Versorgung des Krankenhauses, zum Abtransport von landwirtschaftlichen Produkten, die auf dem Gelände angebaut wurden, sowie für den Personenverkehr genutzt. Sie verfügte über eigene Einrichtungen, um die Lokomotiven zu lagern und zu reparieren. Eine der Lokomotiven wurde ins Ausland verkauft und die andere befindet sich zusammen mit einigen Wagen noch in Argentinien.